# Béatrice Hiéronyme de Lorraine

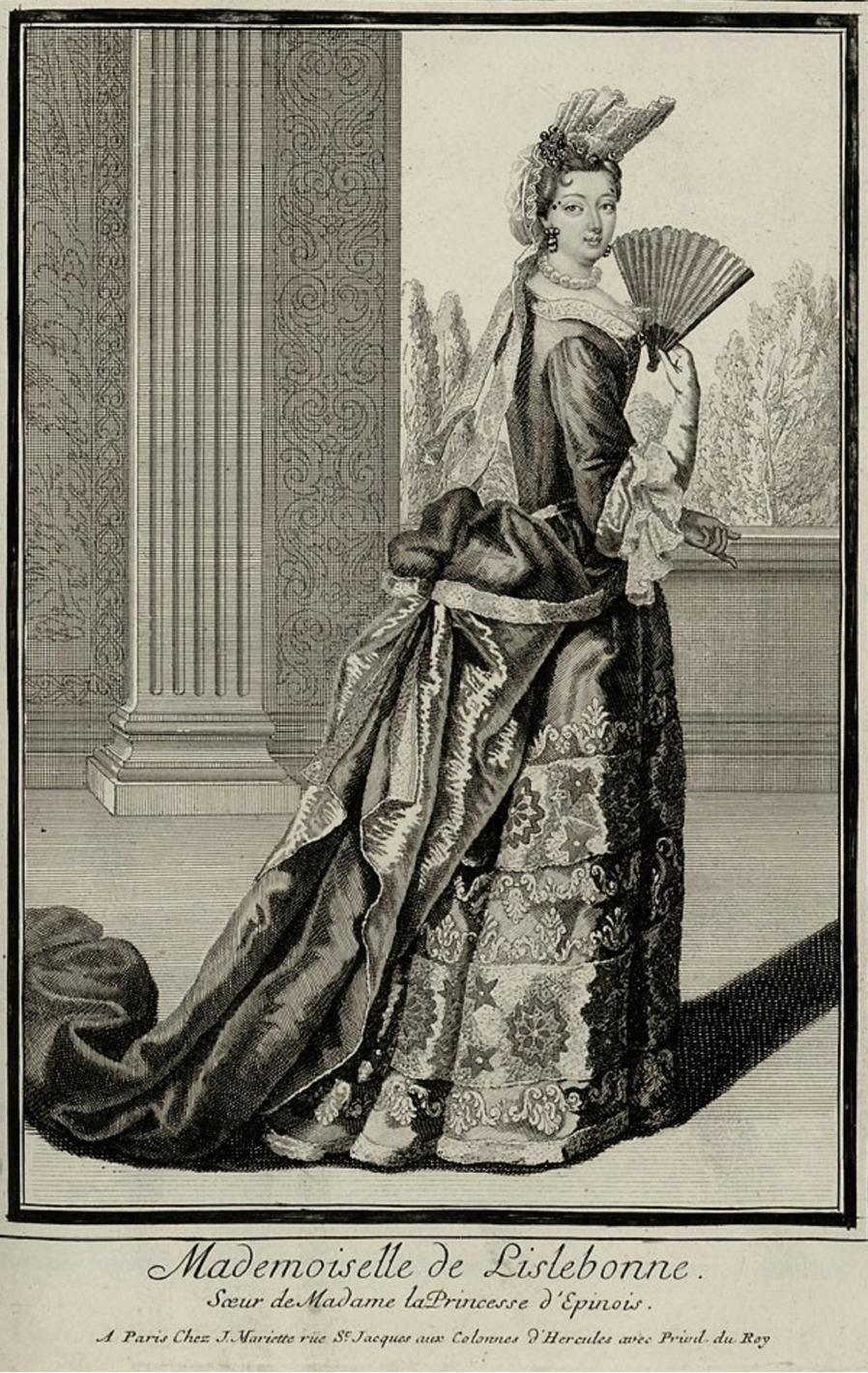
Béatrice Hiéronyme de Lorraine

Béatrice Hiéronyme de Lorraine, född 1 juli 1662, död 9 februari 1738, var en monark inom det tysk-romerska riket som regerande fursteabbedissa av den självstyrande klosterstaten Remiremont i Frankrike. 
Béatrice Hiéronyme var dotter till François Marie de Lorraine, prins de Lillebonne, och Anne de Lorraine. Hon var länge medlem vid kronprins Ludvigs hov, där hon var känd som Mademoiselle de Lillebonne. Hon föreslogs 1686 som äktenskapspartner till hertigen av Modena, men planerna fullföljdes aldrig. År 1705 blev hon koadjutor och 1710 abbedissa i Remiremont.  